# Ограждение Зелёной мечети (Астана)
Ограждение Зелёной мечети (каз. Жасыл мешіттің дуалы) — каменный забор несохранившейся мечети, памятник архитектуры конца XIX века в Астане. Входит в список памятников истории и культуры местного значения.

## История
Мечеть была построена в 1895 году на бывшей Церковной улице (сейчас проспект Абая). До наших дней от неё сохранился только фрагмент ограждения длиной 71,5 м в виде кирпичных столбов и металлических кованых ажурных решёток.
Мечеть построили по инициативе ходжи Мурсалима Миркамалова, волостного Жаныбека Байбекова (прадеда Сакена Сейфуллина) на личные средства самого богатого торговца Акмолинска, крупного скотопромышленника, купца второй гильдии Нурмухамеда Забирова. По национальности мецената местное население называло мечеть «татарской». Также её называли «Зелёной» благодаря зелёной масляной краске, которой здание было окрашено.
В 1929 году после закрытия мечети и перестройки в ней долгое время располагался дом пионеров. Впоследствии дом пионеров был перенесён, остатки деревянной мечети были снесены. В 1950-е годы на месте мечети построили трёхэтажный жилой дом для партийной номенклатуры области.